# Douglas Cyclecar
De Douglas Cyclecar was een cyclecar die het motorfietsmerk Douglas produceerde van 1913 tot 1922. 

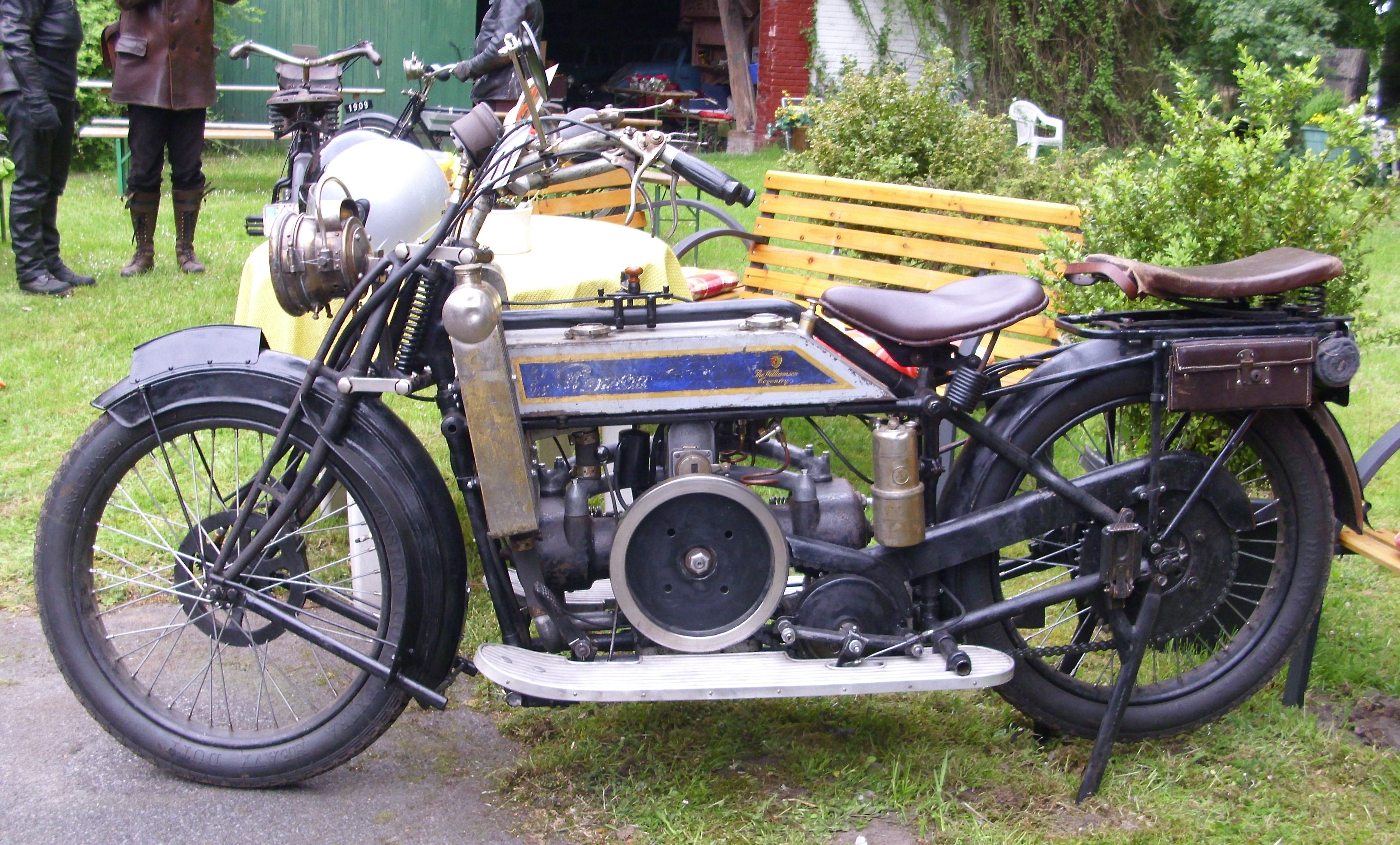
Williamson uit 1913 met watergekoelde Douglas-boxermotor.

## Voorgeschiedenis
Douglas was in 1907 begonnen met de productie van 340cc-motorfietsen met een dwarsgeplaatste tweecilinderboxermotor. In 1912 kwam met op het idee om een cyclecar te gaan maken en daarvoor werd een zware 964cc-watergekoelde boxermotor ontwikkeld. De cyclecar kwam er echter (nog) niet en de motor werd als inbouwmotor verkocht aan Williamson in Coventry. Vanaf 1913 was de motor ook met luchtkoeling leverbaar, maar Douglas zelf paste de motor niet toe. 

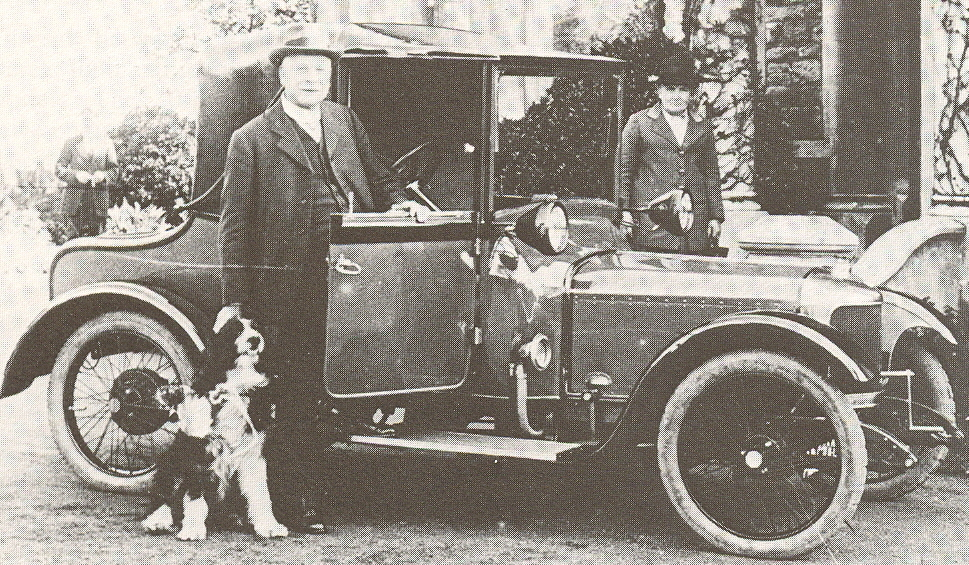
Douglas Cyclecar uit 1919

## Cyclecar
In 1913 werd een versie van de watergekoelde litermotor (nu met een cilinderinhoud van 1.070 cc) gebruikt voor de bouw van een tweezits-cyclecar. De uitrusting was beter dan die van bestaande cyclecars en de auto had ook cardanaandrijving, wat erop duidt dat de motor zeer waarschijnlijk langsgeplaatst was (daardoor was asaandrijving eenvoudiger). De achtervering was ook bijzonder en gebeurde via een horizontale schroefveer die boven de starre achteras was gemonteerd. De vooras had semi-elliptische bladvering. De Douglas-cyclecar kostte £ 200,=.
Door het uitbreken van de Eerste Wereldoorlog moest de productie worden gestaakt, maar in 1919 kwam de cyclecar terug met een 1.182cc-motor, die onmiddellijk weer werd vervangen door een 1.224cc-versie en de prijs steeg eerst naar £ 400,= en later zelfs naar £ 500,=. Nu was de auto echt te duur en er werden er slechts een paar honderd gebouwd. In 1922 eindigde de productie definitief.